# Margaret Guido
Cecily Margaret (Peggy) Guido, in erster Ehe Piggott, geborene Preston (* 5. August 1912 in Beckenham, Kent; † 8. September 1994 in Bath, Somerset), war eine englische Prähistorikerin und Fundexpertin. Ihre Karriere in der britischen Archäologie erstreckte sich über sechzig Jahre, und sie war bekannt für ihre Feldmethoden, ihre führenden Forschungen zu prähistorischen Siedlungen (Hügelfestungen und Rundhäuser), Bestattungstraditionen und Artefaktstudien (insbesondere eisenzeitliche bis angelsächsische Glasperlen) sowie für ihre Veröffentlichungen, die zwischen den 1930er und 1990er Jahren mehr als 50 Artikel und Bücher betragen.

## Leben
Cecily Margaret Preston wurde als Tochter von Elsie Marie Fidgeon und Arthur Gurney Preston geboren, einem in Cambridge ausgebildeten Ingenieur und wohlhabenden Eisenmeister, die beide finanziell unabhängig (of independent means) waren. Die Familie lebte in einem Haus mit zwanzig Zimmern, Wood Lodge, in West Wickham, das an einer römischen Straße lag. Ihr Vater ertrank im Sommer ihres achten Geburtstages in Cornwall; ihre Mutter heiratete erneut und Peggy wurde von einer Tante erzogen.
Schon als Kind interessierte sie sich für römische Münzen. Als junge Frau lernte sie Mortimer und Tessa Verney Wheeler kennen und begann mit ihnen zu graben, wobei sie ihren 21. Geburtstag mit Ausgrabungen in der römischen Stadt Verulamium verbrachte (1933).  Von 1935 bis 1936 studierte Guido Archäologie am Institute of Archaeology des University College London, wo sie ein Postgraduierten-Diplom in westeuropäischer Vorgeschichte erhielt.
Hier lernte sie ihren ersten Ehemann, Stuart Piggott, kennen, den sie am 12. November 1936 heiratete. 1954 war ihre Beziehung beendet, und sie ließen sich 1956 scheiden. 1957 heiratete sie Luigi Guido, den sie während eines Forschungsaufenthalts in Sizilien kennengelernt hatte. Zwei Jahre später erlitt Luigi Guido einen psychischen Zusammenbruch, und sie pflegte ihn sechs Monate lang, während er ans Bett gefesselt war. Am Ende dieser Zeit verließ er sie und zog zurück nach Sizilien. Sie hörte nie wieder etwas von ihm.
Im Ruhestand kümmerte sie sich um Arnold Walter Lawrence, einen klassischen Gelehrten und jüngeren Bruder von T. E. Lawrence. Nach dem Tod seiner Frau im Jahr 1986 zog Lawrence zu Margaret und sie lebten bis zu seinem Tod im Jahr 1991 zusammen. In ihren letzten Lebensjahren besuchte Guido regelmäßig ihren früheren Ehemann Stuart Piggott, der sich nach Wantage zurückgezogen hatte. 1987 hatte Piggott gemeinsam mit Guido das Amt des Präsidenten der Wiltshire Archaeological and Natural History Society übernommen, das beide bis zu ihrem Tod innehatten.
Margaret Guido starb im September 1994 in einem Krankenhaus in Bath.

## Wissenschaftliche Karriere
Guido begann ihre archäologische Karriere mit Arbeiten über die frühe Eisenzeit. Sie begann mit einem Bericht über die Rettungsgrabung einer früheisenzeitlichen Fundstelle in Southcote, Berkshire, der 1937 in den Proceedings of the Prehistoric Society erschien, und veröffentlichte im folgenden Jahr die Keramik aus dem eisenzeitlichen Theale. In den Jahren 1938–39 arbeitete sie an der ersten Forschungsgrabung der Prehistoric Society an der eisenzeitlichen Fundstelle von Little Woodbury, Wiltshire. Hier arbeitete sie mit Gerhard Bersu zusammen, der einen ebenso großen Einfluss auf Guido gehabt zu haben scheint wie die Wheelers. 1939 publizierte Guido eine weitere früheisenzeitliche Fundstelle in Langton Matravers, Dorset, die das Wissen über eine Periode, die damals gerade erst zu erforschen begonnen hatte, erheblich erweiterte.
Guido war eine geschickte Ausgräberin und zusammen mit Charles Phillips maßgeblich an der viel beachteten Ausgrabung des angelsächsischen Bootsgrabes in Sutton Hoo (1939) beteiligt.
Guidos eigene Ausgrabungen konzentrierten sich jedoch hauptsächlich auf die Bronzezeit. Die erste Ausgrabung, die sie im Alter von 25 Jahren leitete (1937), war der mittelbronzezeitliche Grabhügel und Urnenfriedhof von Latch Farm, Christchurch, zu der Zeit Hampshire, dessen Veröffentlichung im darauffolgenden Jahr auch das Verzeichnis der für diese Zeit bekannten Brandurnen erheblich erweiterte.
In den 1940er Jahren befand sie sich auf dem Höhepunkt ihrer Produktivität und veröffentlichte durchschnittlich zwei Publikationen pro Jahr – häufig für die nationale Zeitschrift Proceedings of the Prehistoric Society sowie für namhafte regionale Gesellschaften. In dieser Zeit veröffentlichte sie über mehrere wichtige bronzezeitliche Monumenttypen, darunter bronzezeitliche Einfriedungen (Wiltshire), darunter die bekannte Hügelbefestigung Rams Hill, Berkshire, und Steinkreise (Dorset) einschließlich der Ausgrabung von achtzehn Grabhügeln (Hampshire und Wiltshire), sowie weitere in Crichel und Launceston Downs, Dorset.
Gegen Ende des Krieges widmete sie sich der Erforschung prähistorischer linearer Erdwerke (Hampshire) und erstellte eine detaillierte Studie über den Erdwerkskomplex Grim’s Ditch, Wiltshire. In den späten 1940er Jahren begann Guido, sich auf die späte Bronzezeit zu konzentrieren und spezialisierte sich auf die Erstellung von Berichten über Artefakte, insbesondere über spätbronzezeitliche Metallarbeiten. Sie verfasste insbesondere eine umfassende Studie über britische Rasiermesser, einen Bericht über einen spätbronzezeitlichen Metallhort aus Blackrock, Sussex, und einzelne Artefaktstudien sowie einen Bericht über eine spätbronzezeitliche Bestattung in Orrock, Fife. Zu diesem Zeitpunkt begann sie, sich für Glasperlen zu interessieren.
In den späten 1940er Jahren erhielt Guido von der Society of Antiquaries of Scotland finanzielle Mittel, um das Modell der eisenzeitlichen Siedlungsentwicklung in Südschottland zu verifizieren. Damit reagierte sie auf eine Grundsatzerklärung des Council for British Archaeology (CBA), die sich mit der irreführenden Klassifizierung von Siedlungen anhand von Oberflächenresten befasste. Dies war ein früher Versuch, die Siedlungsarchäologie über typologische Studien hinaus zu entwickeln. Bei ihren Ausgrabungen im Hochland von Hownam Rings (1948), Hayhope Knowe (1949) und Bonchester Hill (1950) – jede Stätte wurde im selben Jahr veröffentlicht, in dem sie ausgegraben wurde – testete und verfeinerte sie das CBA-Modell und lieferte einen relativen chronologischen Rahmen für die spätere prähistorische Besiedlung in Südschottland. In den Tagen vor der Anwendung von Radiokohlenstoffdatierungen auf archäologisches Material war dies ein enormer Fortschritt für prähistorische Studien.
In den späten 1940er und frühen 1950er Jahren galt Guido als eine der wichtigsten britischen Prähistorikerinnen. In dieser Zeit grub sie nicht weniger als sechs Hillforts aus, und ihre Arbeit auf dem Gebiet der Hillfort-Studien gilt als eine ihrer einflussreichsten. Insbesondere Hownam Rings (1948) wurde zum Musterbeispiel für die Entwicklung von Hillforts.
Aufgrund ihres Beitrags zur britischen Prähistorie wurde Guido 1944 im Alter von 32 Jahren zum Fellow der Society of Antiquaries of London gewählt. 1946 wurde sie auch Fellow der Society of Antiquaries of Scotland.
Zwischen 1951 und 1953 publizierte sie neben ihren schottischen Feldforschungen auch eine Reihe englischer Fundstellen, darunter die Hügelgräber von Carl Wark (bei Sheffield), den neolithischen Komplex von Dorchester-on-Thames (Oxfordshire), der für ihre Arbeiten über Henge-Monumente von Bedeutung ist, zusammen mit Richard J. C. Atkinson und Nancy Sandars, sowie ihre Kriegsgrabung eines eisenzeitlichen Hügelgrabes (Hampshire). Zu diesem Zeitpunkt wandte sie sich der Feuchtgebietsarchäologie zu und führte ihre wohl technisch anspruchsvollste Ausgrabung durch: die Crannóg-Stätte von Milton Loch (Dumfries und Galloway) mit ihrem gut erhaltenen hölzernen Rundhaus (veröffentlicht 1953).
Guido beendete ihre Feldarbeit für die britische Prähistorie 1956, als ihre Ehe mit Stuart Piggott endete. Danach zog sie nach Sizilien und kehrte kurzzeitig zu ihrem Mädchennamen Preston zurück. Sie benutzte ihn in der Übersetzung von Luigi Bernabò Breas Sicily before the Greeks (1957), die sie und ihr zweiter Ehemann Luigi Guido anfertigten. In den 1960er und frühen 1970er Jahren verfasste sie vier Reiseführer über italienische Archäologie: über Sardinien (1963), Syrakus (1965), Sizilien (1967) und über Süditalien insgesamt (1972); außerdem veröffentlichte sie Rezensionen bedeutender italienischer archäologischer Werke in der britischen Zeitschrift Antiquity.
In den 1970er Jahren kehrte Guido zur Archäologie zurück und widmete sich der Erforschung von Glasperlen. Sie reiste durch Großbritannien, um ausgegrabene Exemplare und solche in Museen zu besichtigen. Im Jahr 1978 veröffentlichte sie ihren ersten Band über antike britische Glasperlen, der sowohl die prähistorische als auch die römische Periode abdeckt (gewidmet Tessa Verney Wheeler), woraufhin sie mit ihrem angelsächsischen Band begann. Sie war Mitbegründerin des Bead Study Trust (1981) und des Peggy Guido Funds for Research on Beads. Seit den 1970er Jahren verfasste sie Dutzende von Fachberichten über Perlen. Für ihre Perlenforschung fuhr sie in den 1980er Jahren mit einem Wohnmobil durch Europa. Ihr Band über angelsächsische Perlen wurde 1999 posthum (von Martin Welch) veröffentlicht.
1977 zog Guido von Bath nach Devizes und engagierte sich für das Devizes Museum, das heutige Wiltshire Museum. Im Alter von 70 Jahren wandte sie sich wieder der prähistorischen Feldarchäologie zu und veröffentlichte zusammen mit Isobel Smith (1982) eine Untersuchung der inneren Umfriedung des Figsbury Ring, Wiltshire, und führte zusammen mit Eve Machin (1982–83) eine Feldbegehung von Cow Down in Longbridge Deverill durch, um Pflugschäden zu bewerten. Im Jahr 1984 wurde sie zur Vizepräsidentin der Wiltshire Archaeological and Natural History Society gewählt.
Guidos archäologische Karriere erstreckte sich über sechzig Jahre und war durch hohe Feldstandards und schnelle, qualitativ hochwertige Veröffentlichungen gekennzeichnet. Sie wurde als „inexhaustible powers of leadership and enthusiasm“ beschrieben und ließ sich auch von den Anforderungen von Rettungsgrabungen für das Militär nicht abschrecken. Sie verfasste nicht weniger als fünfzig Werke für die britische Vorgeschichte, wobei sie insbesondere die Bereiche bronzezeitliche Bestattungstraditionen, spätbronzezeitliche Artefaktstudien, spätbronzezeitliche und eisenzeitliche Siedlungsstudien (insbesondere Rundhausarchitektur und Hillfort-Chronologien) und natürlich prähistorische, römische und angelsächsische Glasperlen vorantrieb. Zusätzlich zu ihren eigenen Forschungen während des Zweiten Weltkriegs leitete Guido zahlreiche Rettungsgrabungen für die Denkmalschutzabteilung des Ministeriums für Bauwesen an zu Verteidigungszwecken beschlagnahmten Orten.

## Nachleben
Ihr Name lebt im Margaret Guido's Charitable Trust weiter, der von Coutts & Co verwaltet wird und Zuschüsse für Wohltätigkeitsorganisationen und ehrenamtliche Einrichtungen, vor allem im Bereich der Kunst, bereitstellt. Ein Vermächtnis an den National Trust half diesem, das Wiesenland um das Monument von Silbury Hill in Wiltshire zu erwerben.
Das Wiltshire Museum, Devizes, besitzt einige ihrer Funde und Geräte.
Guido spielt eine wichtige Rolle in dem 2007 von ihrem Neffen John Preston geschriebenen Roman The Dig über die Ausgrabung von Sutton Hoo. In der gleichnamigen Verfilmung, die im Januar 2021 auf Netflix veröffentlicht wurde, wird sie von Lily James dargestellt.

## Veröffentlichungen (Auswahl)
unter dem Namen C. M. Piggott
- mit W. A. Seaby: Early Iron Age site at Southcote, Reading. In: Proceedings of the Prehistoric Society. Nr. 3, 1937, S. 43–57.
- A Middle Bronze Age barrow and Deverel-Rimbury urnfield at Latch Farm, Christchurch, Hampshire. In: Proceedings of the Prehistoric Society. Nr. 4, 1938, S. 169–187.
- Excavation of fifteen barrows in the New Forest, 1941-2. In: Proceedings of the Prehistoric Society. Nr. 9, 1943, S. 1–27.
- The Late Bronze Age razors of the British Isles. In: Proceedings of the Prehistoric Society. Nr. 12, 1946, S. 121–141.
- Excavations at Hownam Rings, Roxburghshire, 1948. In: Proceedings of the Prehistoric Society of Scotland. Nr. 82, 1948, S. 193–225.
- The Iron Age settlement at Hayhope Knowe, Roxburghshire: Excavations 1949. In: Proceedings of the Prehistoric Society of Scotland. Nr. 83, 1949, S. 45–67.
- A Late Bronze Age hoard from Blackrock in Sussex and its significance. In: Proceedings of the Prehistoric Society. Nr. 15, 1949, S. 107–121.
- The excavations at Bonchester Hill, 1950. In: Proceedings of the Prehistoric Society of Scotland. Nr. 84, 1950, S. 118–137.
- Carl Wark. In: Antiquity. Nr. 25, 1951, S. 210–212.
- Milton Loch crannog I: a native house of the 2nd century A.D. in Kirkcudbrightshire. In: Proceedings of the Prehistoric Society of Scotland. Nr. 87, 1953, S. 134–152.

unter dem Namen Margaret Guido
- Sardinia. Thames and Hudson, London 1963 (archive.org).
- Southern Italy: an archaeological guide. Faber and Faber, London 1972, ISBN 978-0-571-08496-8.
- Sicily: an archaeological guide. Faber and Faber, London 1977, ISBN 978-0-571-10881-7.
- The Glass Beads of the Prehistoric and Roman Periods in Britain and Ireland. Society of Antiquaries of London, London 1978, ISBN 978-0-85431-232-0.
- M. Walsh (Hrsg.): The Glass Beads of Anglo-Saxon England c. AD 400–700: A preliminary visual classification of the more definitive and diagnostic types (= Reports of the Research Committee of the Society of Antiquaries of London. Band 58). Boydell Press, Woodbridge 1999.